# Phoracantha niamata
Phoracantha niamata là một loài bọ cánh cứng trong họ Cerambycidae.